# Gustav Regler
Gustav Regler (Merzig, 25 maggio 1898 – Nuova Delhi, 14 gennaio 1963) è stato uno scrittore tedesco.

## Biografia
Prestò servizio nella fanteria tedesca durante la prima guerra mondiale dove fu gravemente ferito; si unì al partito comunista e trascorse del tempo in Unione Sovietica. In seguito servì come commissario politico della XII brigata internazionale durante la guerra civile spagnola. Mentre era in Spagna, fece amicizia con Ernest Hemingway e fu ferito nella battaglia di Guadalajara.
Come comunista, era amico di lunga data di Arthur Koestler, prima a Berlino, poi a Parigi e durante la guerra civile spagnola. I libri di Regler furono banditi nel Terzo Reich. Mentre era in Spagna, scrisse articoli come corrispondente speciale per la Deutsche Zentral-Zeitung. Accompagnò Lillian Hellman in una visita a un ospedale di Benicàssim nell'ottobre del 1937.